# Vincenzo Esposito Vinzi
 (novembre 2021).
Vincenzo Esposito Vinzi, né en 1970, est un universitaire italien. 
Il est directeur général de l'ESSEC depuis décembre 2017 après en avoir été doyen depuis 2011.
Il est également président du concours Sésame ainsi que de la commission Diversité de la Conférence des grandes écoles.

## Biographie

### Etudes et formation
De nationalité italienne, Vincenzo Esposito Vinzi naît en 1970 sur l'île de Capri.
Après avoir été diplômé de la West Caldweld High School (Caroline du Nord, États-Unis) en 1988 puis du lycée public scientifique Giuseppe Mercalli (Naples, Italie) en 1989 avec les notes maximales, Vincenzo Esposito Vinzi est devenu titulaire d'un Master en économie et gestion de l'entreprise en 1993, et d'un doctorat en statistique et informatique de l'Université Federico II de Naples en Italie - département Mathématiques et Statistiques - obtenu en 1997. 
Jusqu'en 1999, il y a également été un chercheur postdoctoral avec un travail sur les statistiques à variables multiples (Multivariate statistics).

### Carrière
Vincenzo Esposito Vinzi est professeur de statistiques à l'Université Federico II de Naples jusqu'en 2007, ainsi que professeur invité et conférencier. 
Dans le cadre d'un échange avec son université, Vincenzo Esposito Vinzi entre à l'École supérieure des sciences économiques et commerciales (ESSEC) en 2002 en tant que professeur "visitant". C'est en 2007 qu'il a rejoint définitivement l'école comme Professeur de statistiques au sein du département systèmes d'information, sciences de la décision et statistiques (IDS). 
Il est élu à la fonction de Doyen des professeurs par le corps professoral permanent en décembre 2011, avant d'être réélu pour un second mandat en 2015 avec 93 % des voix[source secondaire nécessaire]. 
Il siège alors au Comité exécutif de l'ESSEC en tant que Directeur Général adjoint aux affaires académiques et est responsable de la gestion et du développement du corps professoral. 
Après le départ de Jean-Michel Blanquer au ministère de l'Education nationale, Vincenzo Esposito Vinzi est nommé Directeur Général du groupe ESSEC par intérim, le 19 mai 2017. 
Depuis la rentrée universitaire 2017, il est membre de la Commission d'Évaluation des Formations et Diplômes de Gestion (CEFDG). Il fait actuellement partie du conseil de l'ISI (Institut International de Statistique) et de l'IFCS (International Federation of Classification Societies).
Le 20 décembre 2017, il est nommé Directeur général de l'ESSEC. Il était en concurrence avec deux autres candidats pour ce poste, dont Éric Labaye. Il devient alors le premier directeur non français de l'école, depuis sa création par les jésuites en 1907.
Ses domaines d'enseignement sont l'analyse statistique, les statistiques appliquées et les méthodes quantitatives. 
Ses thèmes de recherche sont le big data, la modélisation statistique et l'analyse multivariée.

#### Responsabilités institutionnelles
- Décembre 2011 - mars 2018 : Doyen des professeurs de l'ESSEC
- Mai 2017 - décembre 2017 : Directeur Général par intérim de l'ESSEC
- Décembre 2017 - aujourd'hui : Directeur Général de l'ESSEC
- Octobre 2023 - aujourd'hui : membre du conseil d'administration de CentraleSupélec

#### Responsabilités académiques
- 2012 - 2014 : Président du Conseil européen de l'Association Internationale pour la Statistique et l'Informatique (IASC)
- 2013 - 2015 : Président de la Société Internationale de la Statistique pour l'Industrie et le Business (ISBIS)
- Octobre 2017 - aujourd'hui : membre de la Commission d'Évaluation des Formations et Diplômes de Gestion (CEFDG)

### Polémiques en lien avec son mandat
L'inaction présumée de Vincenzo Esposito Vinzi et de son équipe de direction face au problème des violences sexistes et sexuelles (VSS) a fait l'objet de critiques de la part d'associations étudiantes, comme le collectif les méduses, et suscité des manifestations devant le campus, avec pour slogan "ESSEComplice".

## Distinctions
- « Teaching Awards 2005 » Pierre Vernimmen - BNP Paribas (catégorie Professeurs visitants) à HEC Paris[9]

## Travaux
Il est l'auteur d'environ 80 articles scientifiques publiés dans les revues internationales. Ses travaux totalisent plus de 7 000 citations.

### Ouvrages - principales publications
- The Multiple Facets of Partial Least Squares and Related Methods. (avec H. Abdi, G. Russolillo, G. Saporta, L. Trinchera, ), Springer, 2016
- The impact of a monitoring strategy for firms subject to the Emissions Trading System (with P. De Giovanni), Transportation Research Part D: Transport and Environment, 33, 220-233, 2014.
- New Perspectives in Partial Least Squares and Related Methods. (avec H. Abdi, W. Chin, G. Russolillo, L. Trinchera, ), Springer, 2013
- Covariance versus component-based estimations of performance in green supply chain management (P. De Giovanni, V. Esposito Vinzi), International Journal of Production Economics, Feb 2012, Vol. 135, Issue 2, p. 907-916
- Handbook of Partial Least Squares: Concepts, Methods and Applications. (avec W. Chin, J. Henseler, H. Wang, ), Springer, 2010
- REBUS-PLS: A response-based procedure for detecting unit segments in PLS path modeling (V. Esposito Vinzi, L. Trinchera, S. Squillacciotti, M. Tenenhaus), Applied Stochastic Models in Business and Industry, Sep 2008, Vol. 24, Issue 5, p. 439-458
- PLS Path Modeling  (M. Tenenhaus, V. Esposito Vinzi, YM. Chatelin, C. Lauro), Computational Statistics and Data Analysis, Jan 2005, Vol. 48, Issue 1, p. 159-205
- Multivariate Total Quality Control: Foundation and Recent Advances. (avec C. Lauro, J. Antoch, G. Saporta, ), Springer, 2002[10]